# Gmina Deerfield (Iowa)

Położenie Gminy Deerfield w hrabstwie Chickasaw

Gmina Deerfield (ang. Deerfield Township) – gmina w USA, w stanie Iowa, w hrabstwie Chickasaw. Według danych z 2000 roku gmina miała 417 mieszkańców, a jej powierzchnia wynosi 138,92 km².